# David (Donatello)
El David es una escultura de bronce de 158 cm de altura, obra del escultor italiano Donatello. La obra fue realizada en torno a 1440 (o a 1430 según algunos expertos) por encargo de Cosme de Médici, que quería colocarla en los jardines de su palacio de Florencia. Actualmente se encuentra en el Bargello. El David de Donatello es una de las obras más relevantes del primer Renacimiento. Era la primera vez que un escultor se atrevía a crear un desnudo masculino desde la Antigüedad clásica.

## Contexto histórico
A principios del siglo XV surgió en Europa una sociedad mercantil cuando se fundaron bancos en las ciudades más prósperas, como París o Florencia; en esta última, la prosperidad permitió que subiera al poder de la familia Médici, con la consiguiente influencia política, quienes se convirtieron en los grandes mecenas de todas las artes. A pesar de que los artistas continuaban siendo considerados como artesanos, mejoraron su posición social gracias a los mecenazgos que procuraban elevar la posición de sus artistas protegidos a oficios liberales. Siguiendo las observaciones de Leon Battista Alberti: «... el artista en este contexto social no debe ser un simple artesano, sino un intelectual preparado en todas las disciplinas y en todos los terrenos».
A lo largo del siglo XV apareció en Italia el periodo denominado como el quattrocento o el rinascimento dell'antichità, movimiento artístico que evolucionó las técnicas de la pintura, especialmente el dibujo. En el quattrocento se utilizó la perspectiva, como medio para conseguir una mayor exactitud en la expresión de la realidad desde un determinado punto de vista, y se perfeccionó la técnica al óleo. La arquitectura se inspiró en el arte griego, con unas líneas más puras y con cánones de una gran armonía; igualmente, en la escultura se observó un retorno a la imitación de la figura clásica, con la anatomía como centro de atención y buscando la perfección del cuerpo humano. Grandes artistas, como los arquitectos Filippo Brunelleschi y Leon Battista Alberti, los pintores Masaccio, Sandro Botticelli, Filippo Lippi y Piero della Francesca, y los escultores Ghiberti o Donatello, contribuyeron al esplendor del arte de esta época.
En 1436, Brunelleschi acabó la cúpula de Santa María del Fiore, la catedral de Florencia, uno de los proyectos arquitectónicos más importantes de la ciudad. En 1426 la Adoración de los Magos de Masaccio representó la renovación de la pintura de la época; sus figuras pierden el gesto grácil del arte gótico y ocupan un espacio verdadero dentro de las leyes de la perspectiva lineal y el contraste del color. En Florencia, esta concepción del arte ya se practicaba por Brunelleschi, veinticuatro años más viejo que Masaccio, y Donatello, con el que había una diferencia de quince años.
En 1425, el escultor Ghiberti recibió el encargo de realizar la puerta este o Puerta del Paraíso para el Baptisterio de San Juan (Florencia), logrando en esta obra una gran perfección en el bajorrelieve. El ayudante de Ghiberti fue Donatello.

### Detalles biográficos del autor
El florentino Donato di Niccolò di Betto Bardi (1386-1466) es el escultor más representativo de la escultura quattrocentista italiana. Discípulo de Ghiberti hasta que llegó a independizarse, y protegido de Brunelleschi (con quien estudió las ruinas clásicas de Roma), es un renovador de toda la escultura europea, y sobre todo de la técnica del fundido en bronce. Por otra parte, estudió profundamente el ser humano como centro y razón de ser del Universo al cual trata en toda una gama de caracteres y valores, intentando penetrar en su psicología.
Donatello aprendió la técnica de la escultura de bronce con Ghiberti en las puertas del baptisterio de Florencia y pronto rivalizó con su maestro. Fue el escultor más influyente del siglo XV y se le ha comparado con Miguel Ángel y Bernini. Entre sus cualidades están el dominio que ejerció sobre todas las técnicas y materiales, la profundidad psicológica con que expresa los sentimientos humanos y su imaginación creadora para definir la tumba (Sepulcro del cardenal Reinaldo Brancacci en Nápoles), el púlpito (Cinturón de la Virgen, catedral de Prato), el altar (Tabernáculo de la Anunciación de la Iglesia de Santa Croce en Florencia) entre otras. Sus obras más sobresalientes son la Cantoría de la catedral de Florencia, el San Jorge de Orsanmichele (en Florencia), la estatua ecuestre del Condottiero Gattamelata (en Padua) y el David, encargada por Cosme de Médici y que fue colocada en el patio del palacio de los Médici hasta el año 1495, cuando Piero de Médici fue expulsado de la ciudad, siendo la estatua trasladada al patio del Palazzo Vecchio. Algunas de sus obras como los Milagros de San Antonio, realizada durante su estancia en Padua, suponen el triunfo absoluto del schiacciato, técnica con la que consigue graduar la composición magistralmente mediante una sucesión de planos aplastados que prestan un efecto pictórico al conjunto. Con el tiempo Donatello se fue alejando del clasicismo y, llevado de una crisis religiosa, ya en Florencia y en sus últimos años, inicia un conjunto de obras dramáticas que anticipan la angustia y la terribilitá de Miguel Ángel (Magdalena penitente).
Desde el año 2007 se está haciendo una restauración de la obra para proceder a su limpieza. Los trabajos pueden ser seguidos por los visitantes del Bargello mediante un ventanal que muestra la sala donde se efectúan los trabajos de mejora.

### Historia de David y Goliat
David era hijo de Jesé, de la tribu de Judá. Vivía en Belén con su padre y sus hermanos, y pertenecía a una familia humilde que se dedicaba al pastoreo. Como se relata en 1 Samuel 17, 51, los hechos se iniciaron cuando el padre lo envió donde estaba acampado el ejército israelita para que obtuviese noticias de sus tres hermanos mayores. Al llegar al campamento, David se enteró de que un filisteo muy fuerte, un gigante llamado Goliat, estaba desafiando en combate individual a cualquier enemigo; delante de este guerrero ningún israelita se atrevía a enfrentarse. A pesar de que era muy joven e inexperto en el arte de la guerra y que Goliat medía dos metros y medio, David rezó a Dios y pidió permiso al rey Saúl para poder enfrentarse al gran guerrero. Recordó al rey que cuando un león y un oso habían atacado a su rebaño, había sido capaz de matarlos con su honda. Entonces el rey le dio permiso para combatir con el gigante.
Así pues, David se dirigió hacia donde estaba Goliat. Iba vestido con una armadura del rey pero por ser demasiado pesada se la quitó. Fue hasta un torrente donde cogió cinco piedras y llegó al campo de batalla con la honda como única arma. Goliat se rio de David al verlo tan joven, con aspecto delicado y mal armado. Entonces el pastor puso una piedra en la honda y empezó a girarla y al lanzarla fue directamente a la frente del gigante derribándolo a tierra. David rápidamente cogió la espada de Goliat y le cortó la cabeza.

## Análisis de la obra

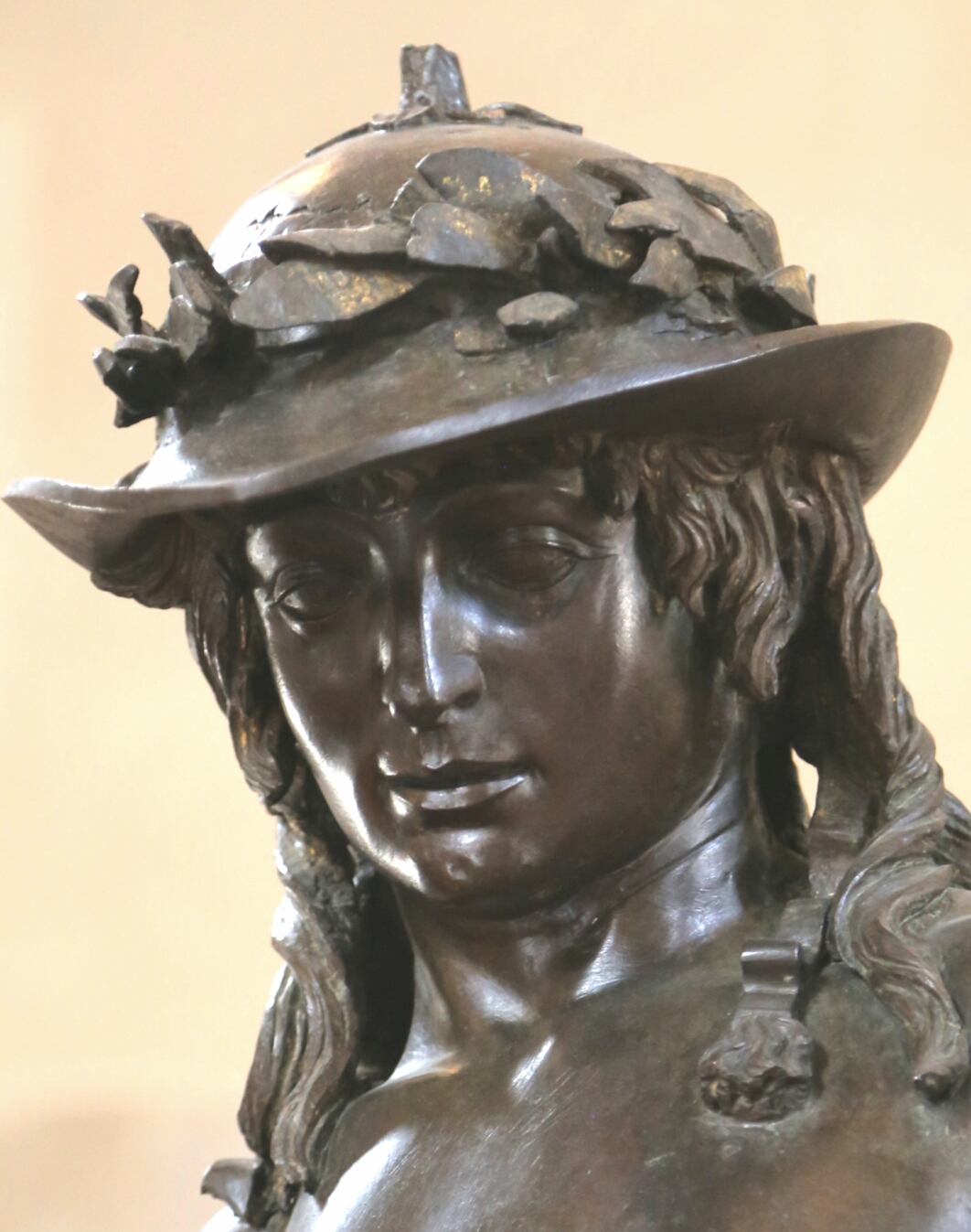
Detalle de la cabeza del David.

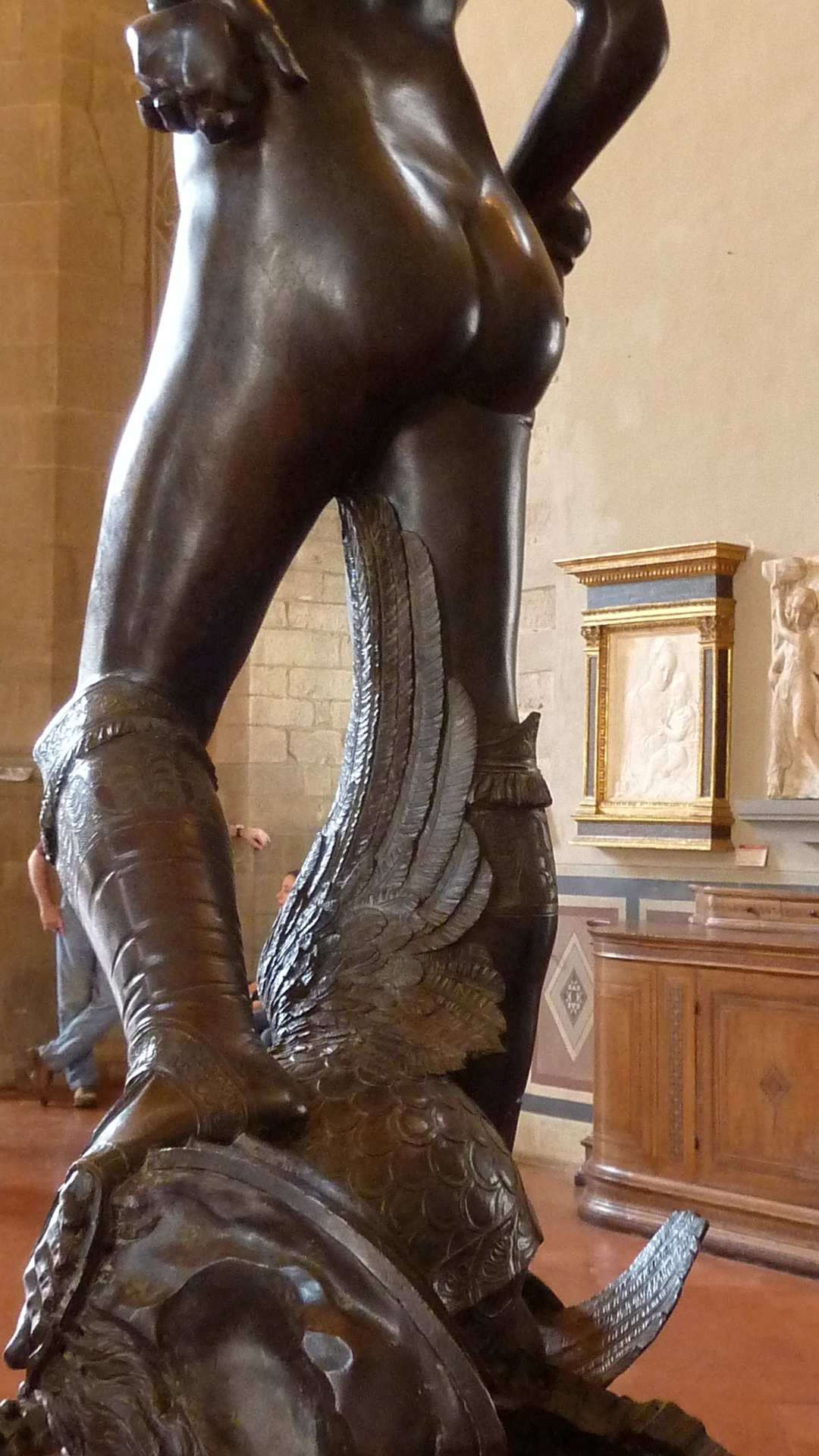
Detalle de la parte trasera.

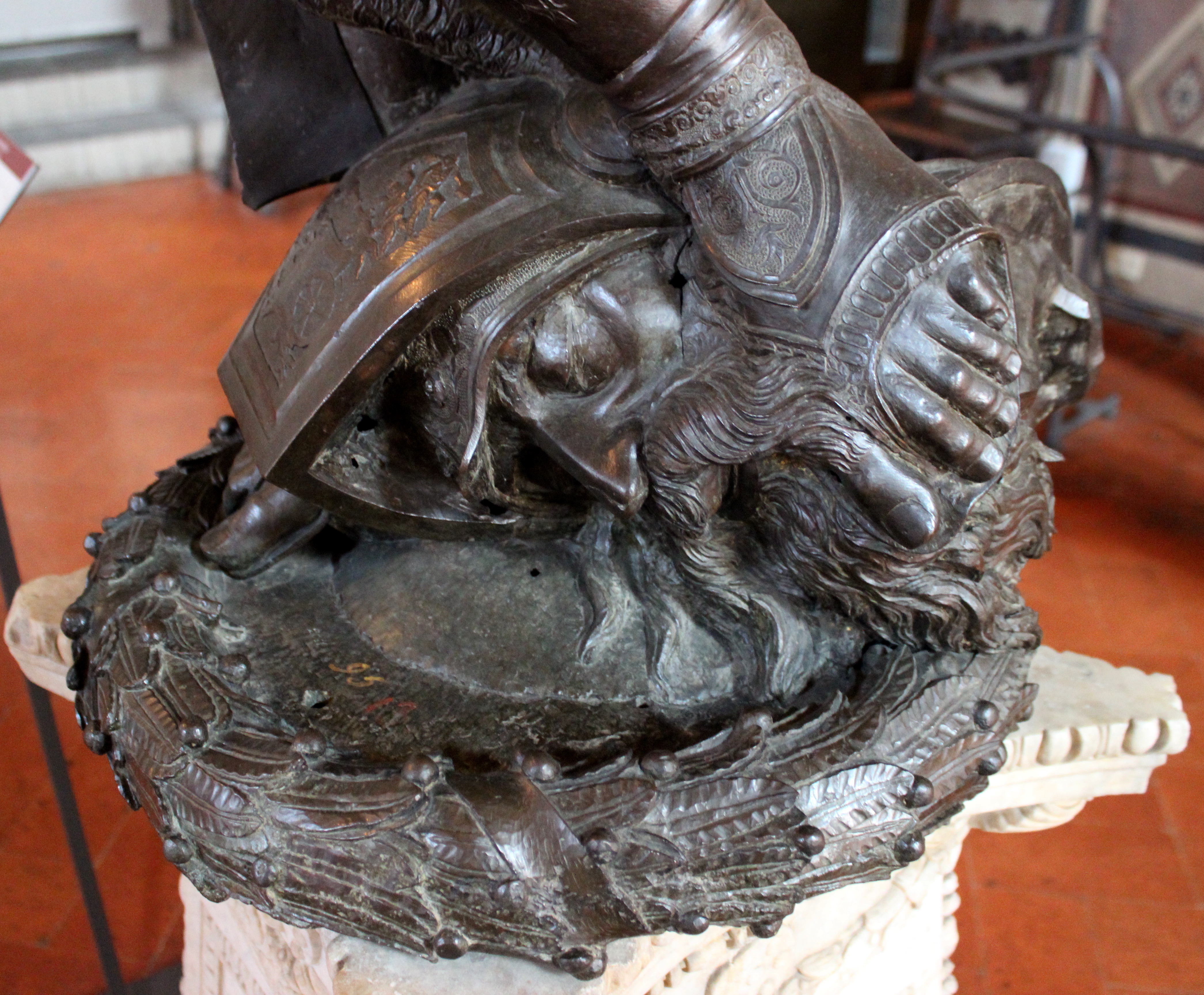
Detalle de la cabeza de Goliat.

Donatello interpretó este tema bíblico (tomado del Primer libro de Samuel) como un desnudo clásico. De hecho, fue el primer desnudo integral, técnica de bulto redondo, que apareció en la escultura renacentista. Se trata de un desnudo ponderado, natural, pero muy expresivo debido a la firmeza de las líneas compositivas generales. Se relata la victoria de David sobre Goliat, un gigante filisteo. Donatello muestra un David adolescente, desnudo, con el pie sobre la cabeza de Goliat, que acaba de cortar con la propia espada de su enemigo y que David aún la sujeta en su mano derecha. Con la otra mano sostiene la piedra con la que hirió a Goliat. Tiene la expresión serena y cubre su cabeza con sombrero de paja típico de la Toscana del que caen las guedejas del pelo; lleva también una corona de hojas de amaranto, en clara alusión al heroísmo griego, y sus pies están calzados con unas botas. En la cabeza de Goliat se encuentra un yelmo trabajado al detalle con relieves historiados y adornos vegetales típicos del primer Renacimiento (llamados in candelieri), y donde está representado un bajorrelieve de una carroza alada por putti.
Donatello representa con él un tema bíblico de gran popularidad y significado no solo religioso, sino también mitológico y social. David está representado tras su victoria sobre el gigante Goliat, después de haberlo matado con su honda y tras haberle cortado la cabeza, que figura a sus pies.
La actitud que presenta el cuerpo, apoyándose sobre la pierna derecha, es una influencia clara del estilo de Praxíteles, que se conoce en el mundo del arte como la «curva praxiteliana» o contrapposto, y que contribuye a romper la ley de la frontalidad proporcionando un movimiento más armónico al cuerpo. Consiste en representar la figura con una pierna ligeramente flexionada, innovación que se atribuye al escultor Policleto.
La composición está muy estudiada. La pierna derecha de un David adolescente soporta el peso de un cuerpo ligero, mientras la izquierda descansa sobre la cabeza del gigante derrotado. El ángulo que aquí genera se contrarresta con el brazo izquierdo apoyado sobre la cadera. El atrevido desnudo de David —viste solo sombrero y botas de piel— realza la inclinación de las caderas y recrea la curva praxiteliana (como ya se ha comentado anteriormente), a la vez que le imprime movimiento y sensualidad a la anatomía del pastor. La superficie pulida y casi negra del bronce realza el atractivo del cuerpo juvenil. La espada que sostiene, la piedra en la otra mano y su mirada satisfecha nos dan también, a pesar de su juventud, una idea de su valentía. El Renacimiento adoptó los elementos básicos que había descrito Vitruvio, que sostenía:

... que la proporción de la forma humana había de servir de paradigma para las proporciones de las creaciones del hombre. Ya que la naturaleza ha diseñado al cuerpo humano de manera que sus miembros están debidamente proporcionados a la figura en su conjunto; parece que los antiguos tenían una buena razón para su regla, que dice que en los edificios perfectos los diferentes miembros deben guardar relaciones simétricas exactas con el esquema general en su conjunto.
D'Architectura (siglo I) Vitruvio

El modelado muscular es muy suave, difuminado, casi femenino y el acabado que presenta el bronce es todo liso para simular la suavidad de la piel y constituye un magnífico ejemplo de estatuaria en bronce.
Según Vasari:

Es una figura tan natural y de una belleza tal que a los artistas les cuesta creer que no haya sido moldeada sobre un modelo viviente.

La interpretación simbólica es la relación con Cosme de Médici que conmemora las victorias de Florencia sobre su rival, Milán. En la escultura, David personifica a Florencia llevando el típico sombrero toscano, y Goliat a Milán, uno de cuyos símbolos es la espada convertida en cruz. También su inscripción hace referencia al mismo tema:

Pro Patria fortiter dimicantibus etiam adversus terribilissimos hostes di i praestant auxilium.
A los que valientemente lucharon por la madre patria, los dioses darán su ayuda incluso ante los más terribles enemigos.

Entre algunos historiadores existen comentarios sobre la verdadera representación de la escultura de Donatello: ¿David y Goliat o Hermes venciendo a Argos?. Alessandro Parronchi se inclina hacia la segundo opción por el tema simbólico que expresa el sombrero laureado y la sensualidad pagana del adolescente. El sombrero que, como se ha dicho, podría ser toscano, es otro argumento a favor de esta interpretación, pues también podría ser el pétaso de alas anchas típico de Hermes; también lo señalaría el psicopompos que está representado en el casco de Goliat, ya que una de las atribuciones de Hermes era la de guiar las almas al otro mundo.
La escultura es una exaltación de la belleza ambigua del adolescente que parece que ha vencido a Goliat más por su coraje que por su fuerza.
Como conclusión, Donatello está considerado como el escultor más influyente del primer Renacimiento. Su David es un buen ejemplo de cómo supo liberarse de todos los estereotipos tradicionales del arte gótico, del estudio del cuerpo humano a partir de modelos que posaron para él y de cómo supo liberar a la escultura de las ataduras que la supeditaban a la arquitectura.

## Representación de esculturas de David en el arte
El propio Donatello había realizado anteriormente una escultura de David, encargada para los contrafuertes del coro de la catedral de Florencia; para el mismo sitio encargaron otra a Nanni di Banco en la que debía representar a Isaías. Si se comparan ambas esculturas se observa una flexión del cuerpo de Isaías que continúa siendo gótica y que parece no tener un eje central, la del David de Donatello presenta un contrapposto perfecto. Donatello la realizó en mármol con una altura de 190 cm; la gran meticulosidad del acabado recuerda la influencia que adquirió cuando trabajó con Ghiberti.
Verrocchio realizó un David en 1463-1465, en bronce, que es más descarado y audaz, además de estar vestido; queda reflejado en la escultura el mismo momento victorioso que el David de Donatello. Se encuentra en el Bargello de Florencia.
|  |  |  |

Miguel Ángel realizó un David en mármol en el periodo de 1501-1504, con una altura de más de cinco metros; es el símbolo de la tensión en el instante previo de lanzarse al combate contra Goliat. Se encuentra en la Galería de la Academia de Florencia.
Bernini ejecutó hacia los años 1623-1624 una estatua barroca de medida real y en mármol. Representa a David en el momento fugaz y sutil de disparar su piedra. Se encuentra en la Galería Borghese de Roma.
Antonin Mercié realizó una estatua en bronce en el año 1871, donde el David tiene la cabeza de Goliat a sus pies, como en el de Donatello, pero lleva un turbante y está envainando su espada. Existen numerosas representaciones, la mayoría incorporan una pieza de tela cubriendo la zona genital, aunque las nalgas quedan al descubierto. La escultura original se encuentra en el Museo de Orsay, en París.